# فراسکاتی
فراسکاتی (به ایتالیایی: Frascati) یک کومونه در ایتالیا است که در استان رم واقع شده‌است.

## خصوصیات
فراسکاتی ۲۲ کیلومترمربع مساحت و ۱۹٬۸۳۰ نفر جمعیت دارد و ۳۲۰ متر بالاتر از سطح دریا واقع شده‌است.

## خواهرخوانده
شهرهای Bad Godesberg، سن کلو، کورتریک و Royal Borough of Windsor and Maidenhead خواهرخوانده‌های فراسکاتی هستند.

## نگارخانه

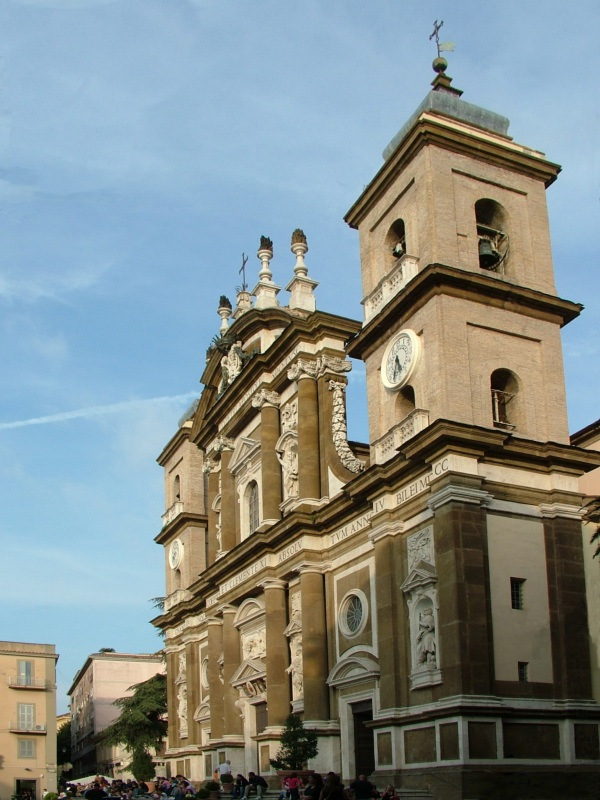
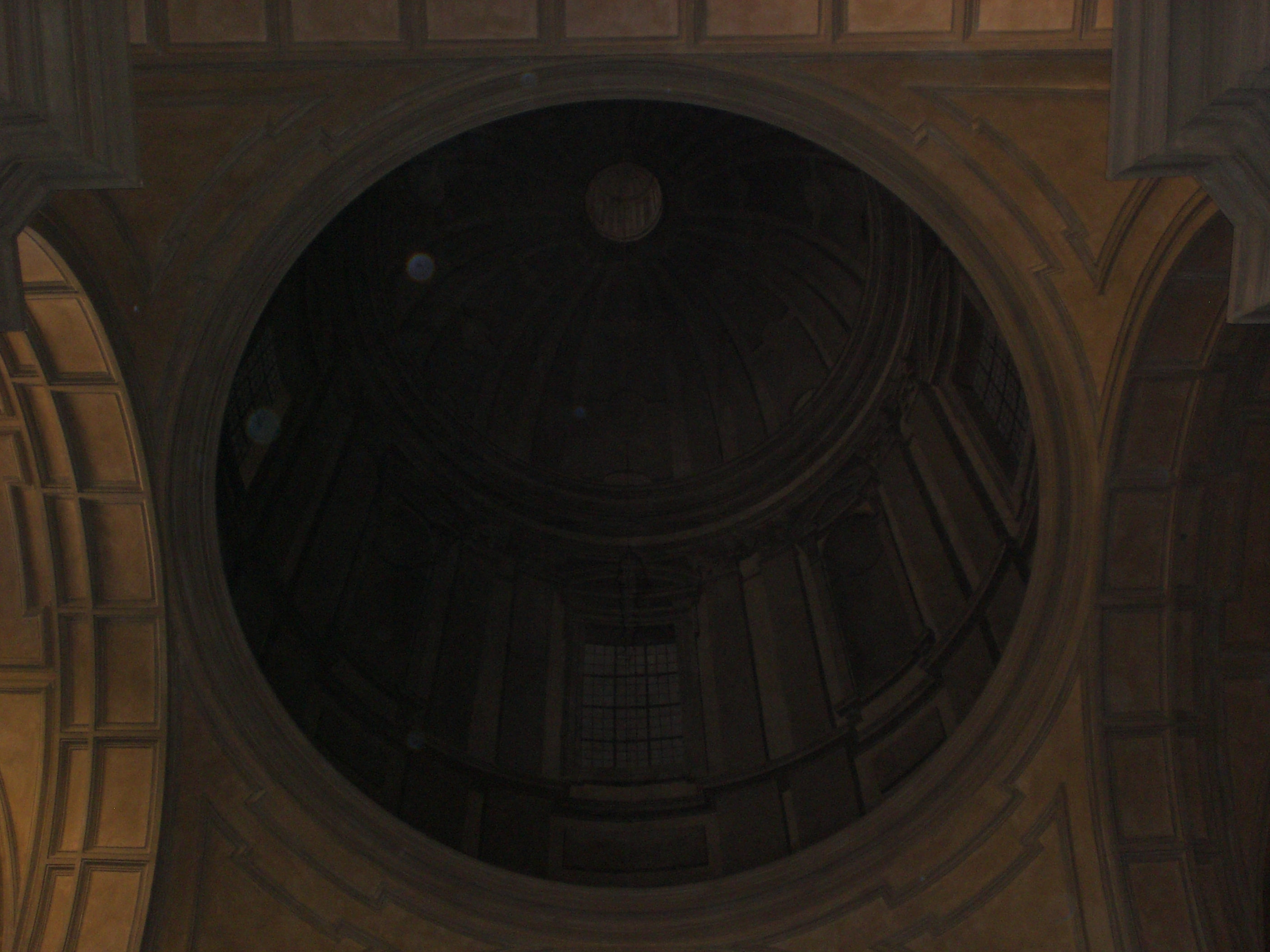
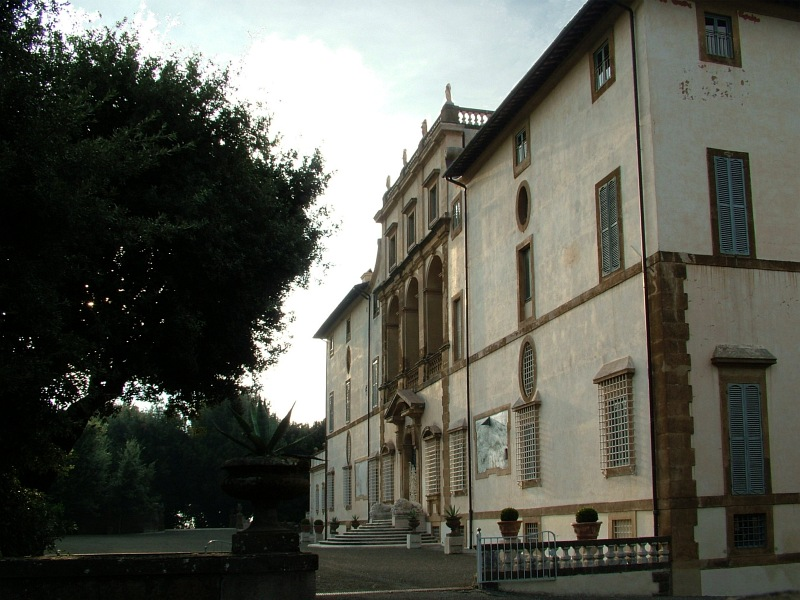
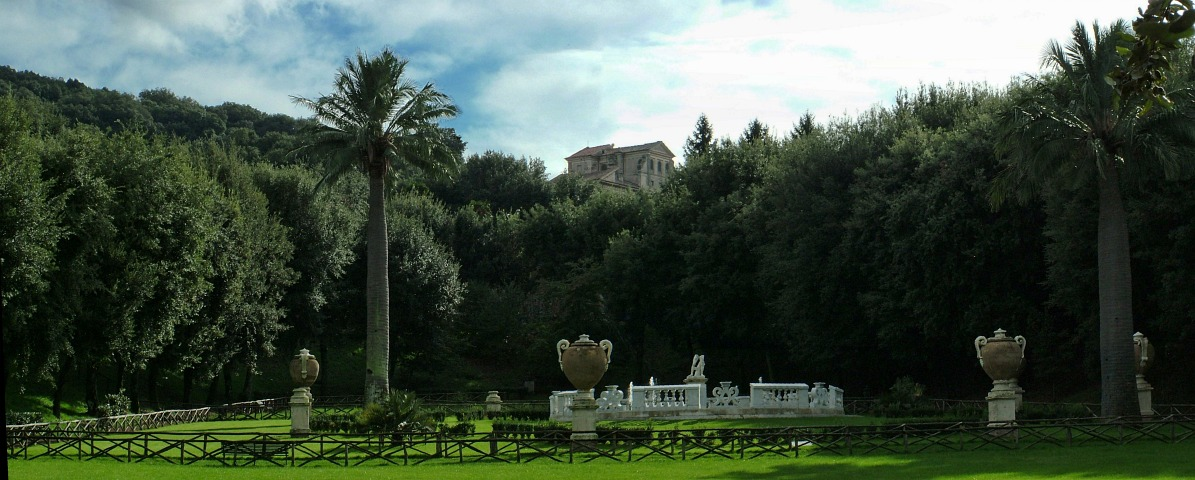
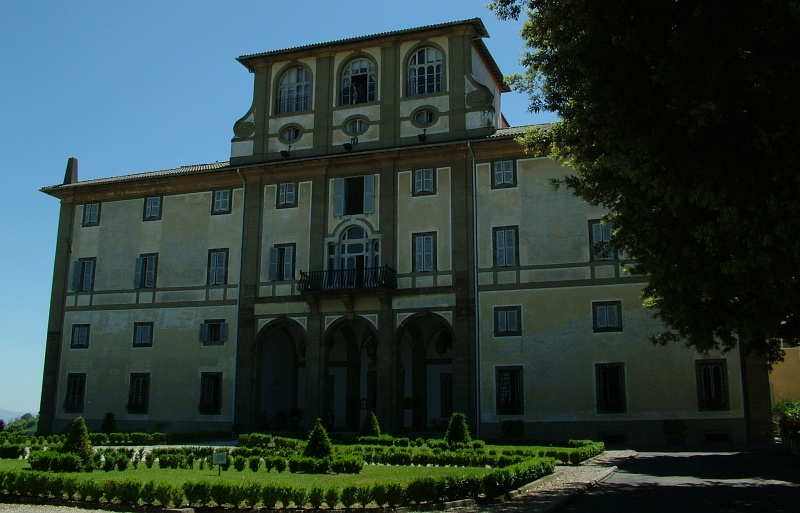
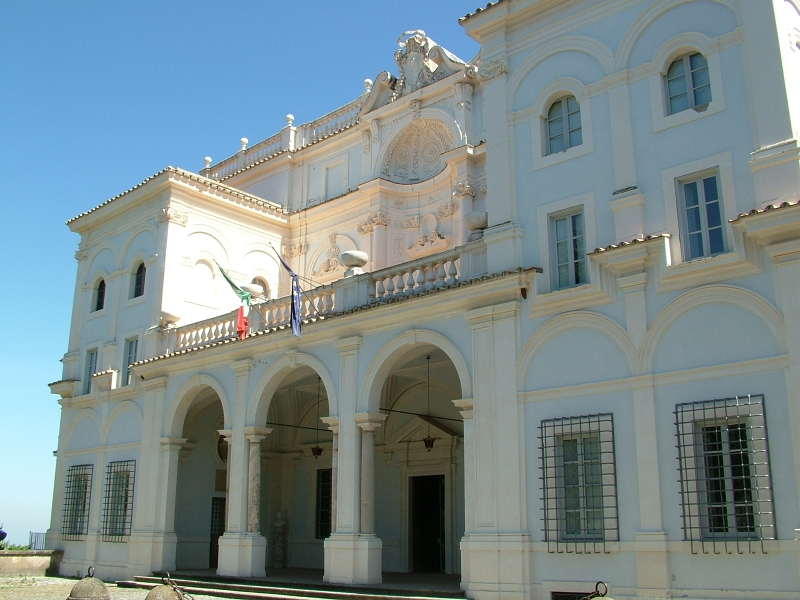
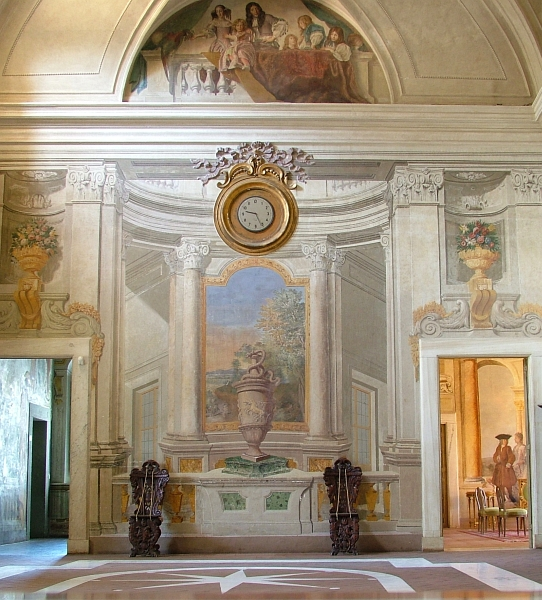
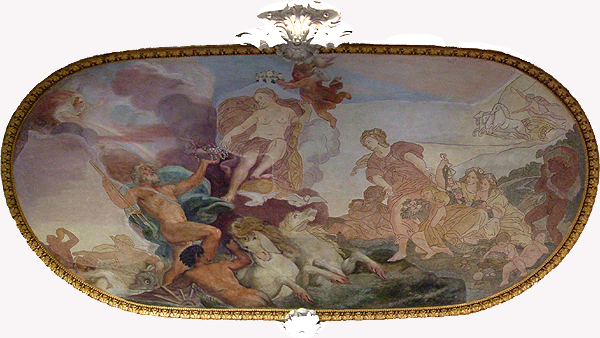
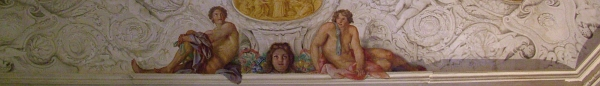
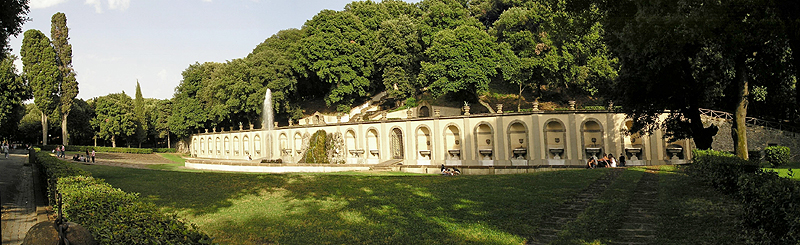